# Herbissonne
Die Herbissonne ist ein Fluss in Frankreich, der in der Region Grand Est (früher Champagne-Ardenne) verläuft. Sie entspringt im Ortsgebiet von Villiers-Herbisse im Département Aube, fließt in vorwiegend südlicher Richtung durch die Trockene Champagne (frz: Champagne sèche oder Champagne crayeuse) und mündet nach rund 14 Kilometern im Gemeindegebiet von Champigny-sur-Aube als rechter Nebenfluss in die Aube. Die Herbissonne hat keine größeren Zuflüsse.
Der mittlere Abfluss in Allibaudières liegt bei 0,33 m³/s mit Höchstwerten in den Monaten März und April und dem niedrigsten Wert im September.

## Orte am Fluss
(Reihenfolge in Fließrichtung)
- Villiers-Herbisse
- Herbisse
- Allibaudières
- Champigny-sur-Aube